# Indohya aquila
Espèce
Indohya aquila est une espèce de pseudoscorpions de la famille des Hyidae.

## Distribution
Cette espèce est endémique du Pilbara en Australie-Occidentale. Elle se rencontre à une cinquantaine de kilomètres au Nord-Ouest de Tom Price dans l'Eagle deposit.

## Description
Le mâle holotype mesure 1,92 mm.

## Systématique et taxinomie
Cette espèce a été décrite par Harvey et Burger en 2023.

## Étymologie
Son nom d'espèce lui a été donné en référence au lieu de sa découverte, Eagle deposit.

## Publication originale
- Harvey, Burger, Abrams, Finston, Huey & Perina, 2023 : « The systematics of the pseudoscorpion genus Indohya (Pseudoscorpiones: Hyidae) in Australia. » Zootaxa, no 5342(1), p. 1-119.